# 布氏叉舌鰕虎魚
布氏叉舌鰕虎魚（学名：Glossogobius bulmeri）为輻鰭魚綱鱸形目鰕虎亞目鰕虎魚科叉舌鰕虎魚屬的鱼类，為熱帶淡水魚，分布於新幾內亞淡水流域，體長可達10公分，棲息在海拔35-1070公尺的雨林溪流，生活習性不明。

## 扩展阅读
維基物種上的相關：布氏叉舌鰕虎魚